# Араужу Салис, Эужениу ди
Эужениу ди Араужу Салис (порт. Eugênio de Araújo Sales; 8 ноября 1920, Акари, Риу-Гранди-ду-Норти — 9 июля 2012, Рио-де-Жанейро, Бразилия) — бразильский кардинал. На момент своей смерти являлся старейшим кардиналом-священником Римско-католической церкви по возведению в сан. Титулярный епископ Тибики и вспомогательный епископ Натала с 1 июня 1954 по 6 января 1962. Апостольский администратор sede plena Натала с 6 января 1962 по 6 июля 1964. Апостольский администратор архиепархии Сан-Салвадора-да-Баия с 6 июля 1964 по 29 октября 1968. Архиепископ Сан-Салвадора-да-Баия и примас Бразилии с 29 октября 1968 по 13 марта 1971. Архиепископ Рио-де-Жанейро с 13 марта 1971 по 25 июля 2001. Ординарий Ординариата Бразилии для верных восточного обряда с 22 июля 1972 по 3 октября 2001. Кардинал-священник с титулом церкви Сан-Грегорио VII с 28 апреля 1969. Кардинал-протопресвитер с 16 февраля 2009 по 9 июля 2012.

## Ранние годы и начало служения
Родился 8 ноября 1920 года в видной семье: его отец, Келшу Данташ Салис, был судьёй в Верховном Суде Бразилии, мать — Жозефа де Араужу Салис. Был крещен в приходской церкви Акари, в день своего рождения. Эужениу получил гуманистическое образование в подростковом возрасте и поступил в младшую семинарию в Натале в 1936 году, получил высшее образование в главной семинарии в Форталезе, где обучался в 1937—1946 годах. Рукоположён в священники 21 ноября 1943 года епископом Натала Марколино Эшмеральдо Сужа Данташ; провёл следующее десятилетие в пастырской работе (1943—1954).

## Епископ и кардинал
Стал титулярный епископ Тибики и вспомогательным епископом Натала 1 июня 1954 года (в возрасте 33 лет, был самым молодым епископом Бразилии). Ординацию совершил 15 августа 1954 года Жозе де Медейрош Дельгадо — архиепископ Сан-Луиша до Мараньо, которому помогали Элизеу Симоеш Мендеш — епископ Моссоро и Жозе Аделино Дантош — епископ Кайко. Апостольский администратор sede plena Наталя с 6 января 1962 года по 6 июля 1964 года. Апостольский администратор епархии Сан-Салвадор-да-Баия с 6 июля 1964 года по 29 октября 1968 года.
Участвовал во всех сессиях Второго Ватиканского Собора между 1962 годом и 1965 годом. Стал архиепископом Сан-Салвадора-да-Баия 29 октября 1968 года и был возведён в кардиналы-священники 28 апреля 1969 года.

## Общественная деятельность
В период военной диктатуры Араужу Салис начал работать близко с военной хунтой, которая правила Бразилией с 1964 года. Он стал главной фигурой в составе двусторонней комиссии, в которой церковные лидеры, встречались в тайне с лидерами режима Эмилиу Гаррастазу Медиси, чтобы узаконить католицизм в контекстах, не одобренных больше всего в пределах Церкви — это рассматривалось в наиболее репрессивный период военной диктатуры Бразилии. Поскольку в 1971 году Араужу Салис стал архиепископом Сан Себастьян-до-Рио-де-Жанейро, будучи теологически чрезвычайно консервативным прелатом, он протестовал против многих нарушений прав человека в Бразилии в период правления военной хунты.
Араужу Салис участвовали Конклавах августа и октября 1978 года, и его работа, поддерживающая тех кто были замучены режимом в этот период была только недавно отмечена историками Бразилии. После падения военной диктатуры и обуздывание папой римским Иоанном Павлом II теологического инакомыслия, Араужу Салис стал наиболее видным голосом Церкви против того, что он видел отклонением от католического морального учения. В 1990-х он сделал много усилий, чтобы стать культурным лидером в этой борьбе: выступал против традиционного карнавала в Рио-де-Жанейро с «фестивалем молитв» в котором он видел противостояние тенденциям к сексуальному либертизму в современной Бразилии.

## Последние годы
После смерти папы римского Иоанна Павла II, стал старейшим по хиротонии кардиналом в Римской Церкви, а также, хотя в свои 84 не имел право голосовать на Конклаве 2005, играл важную роль в предконклавских обсуждениях. Осуществлял руководство над большинством заупокойных месс (их было 9) по Иоанну Павлу II в период Novemdiales (девять дней траура по умершему папе) как кардинал-протопресвитер (хотя официально этот пост не занимал, это пост занимал кардинал Су Хван Ким). Потерял право участвовать в Конклаве 8 ноября 2000 года.
С 16 февраля 2009 год — кардинал-протопресвитер.

## Пастырская активность
8 ноября 2010 года в архиепархии Рио-де-Жанейро состоялось празднование по случаю 90-летия кардинала, который тогда был последним остававшимся в живых кардиналом возведённым на консистории от 28 апреля 1969 года, то есть до вступления в силу современной формы Мессы обнародованной папой римским Павлом VI конституцией Missale Romanum.
Находясь на покое, он по-прежнему участвовал в пастырской деятельности. По состоянию на март 2011 года, кардинал Салис всё ещё писал еженедельные статьи на тему веры и нравственности, которые публикуются в газете O Globo, и его часто видят служащим Мессу по воскресеньям и в другие святые дни в приходской церкви Богоматери Мира в районе Ипанема. Эта приходская церковь примыкает к принадлежащему Церкви служебному зданию, где кардинал Салис осуществляет служение.
В мае 2011 года перестал опубликовывать свои еженедельные статьи в газете O Globo (он писал еженедельные статьи в газете в течение 40 лет, с момента своей интронизации в качестве архиепископа Рио-де-Жанейро в 1971 году) и, по его рекомендации, архиепископ Рио-де-Жанейро, Орани Жуан Темпеста, был приглашён владельцами газеты продолжить написание религиозных статей и согласился взять на себя эту задачу. Последняя его статья была опубликована 25 апреля 2011 года.

## Кончина
Скончался в 10:30, в понедельник, 9 июля 2012 года, от инфаркта миокарда, во сне, в Резиденции Успения Девы Марии в окрестностях города Сумаре. Забальзамированное тело кардинала было доставлено в кафедральный собор архиепархии Сан-Себастьян-до-Рио-де-Жанейро, где оно было выставлено до 11 июля. 11 июля состоялись похороны кардинала, он был похоронен в крипте кафедрального собора.

## Разное
После смерти кардинала Стефана Су Хван Кима оставался единственным кардиналом возведённым в кардинальское достоинство на консистории от 28 апреля 1969 года, а 28 апреля 2009 года отметил 40-летие пребывания в кардинальском сане.